# Gollumia torumbilicata
Gollumia torumbilicata is een slakkensoort uit de familie van de Pristilomatidae. De wetenschappelijke naam van de soort is voor het eerst geldig gepubliceerd in 2001 door Hartwig Schütt.